# Serge Letchimy
Serge Letchimy, né le 13 janvier 1953 à Gros-Morne en Martinique, est un homme politique français. Il est président du conseil exécutif de Martinique depuis le 2 juillet 2021. Il a été maire de Fort-de-France de 2001 à 2010, président du conseil régional de la Martinique de 2010 à 2015 et député de la Martinique de 2007 à 2021.
Serge Letchimy a été du 23 octobre 2005 au 26 novembre 2023 président du Parti progressiste martiniquais, un parti fondé par Aimé Césaire.

## Biographie
Serge Letchimy naît au Gros-Morne dans une famille constituée de six enfants. Il possède des origines indiennes de par son père, commandeur. Serge Letchimy connaît une enfance paisible, entouré de ses frères et sœurs. Il passe beaucoup de temps chez sa grand-mère maternelle, qui représente pour lui un pilier ainsi qu’un modèle de ces femmes martiniquaises « potomitan ».[réf. nécessaire]

### Formation et profession
Serge Letchimy est titulaire d'une licence de géographie et depuis 1984 d'un doctorat de 3e cycle en urbanisme et aménagement obtenu à l'Institut de géographie (Université Paris-Sorbonne) sous la direction du Pr Paul Claval.
Il est urbaniste de profession. Il soutient sa thèse sur la rénovation du bidonville de Texaco à Fort-de-France dont le livre « De l’habitat précaire à la ville : l’exemple martiniquais « (1992, L’Harmattan) est la synthèse. Cette aventure est adaptée par l’écrivain Patrick Chamoiseau dans le roman « Texaco » où l’urbaniste est mis en scène « dans le rôle – réel – d'un urbaniste accueilli très froidement par les habitants ».
De 1988 à 2000, il dirige la SEMAFF (société d'économie mixte d'aménagement de Fort-de-France) qu’il a créée. En 1999, en tant que directeur général de la SEMAFF, « il remporte le SEM d’Or pour son projet de développement intégré de Trénelle, un quartier populaire de Fort-de-France »,.

### Carrière politique
Sous l'étiquette du PPM, il est élu maire de Fort-de-France le 18 mars 2001 et succède à Aimé Césaire.
Il est conseiller général du canton de Fort-de-France-6 de 1992 à 2004.
Il est le président de la communauté d'agglomération du Centre de la Martinique (CACEM) du 20 avril 2001 au 11 avril 2008.
Conseiller régional du 21 au 24 mars 2004, il se voit dans l'obligation de démissionner afin de respecter la loi sur le cumul des mandats.
Le 23 octobre 2005, il est élu président du Parti progressiste martiniquais lors du 17e congrès du parti.
Aux législatives de 2007, Serge Letchimy est élu député de la 3e circonscription de la Martinique en obtenant 16 055 voix (67,77 %) face au député sortant, Philippe Edmond-Mariette. Serge Letchimy est à l'Assemblée nationale, apparenté au Groupe socialiste, radical, citoyen et apparentés depuis le 26 juin 2007.
Le 9 mars 2008, il est réélu maire de Fort-de-France au premier tour  en recueillant 23 227 voix soit 82,62 % des suffrages exprimés. C'est la plus forte majorité des élections municipales de 2008 en Martinique.
Le 10 janvier 2010, une consultation de la population martiniquaise a lieu sur un éventuel changement de statut du département en une collectivité d'outre mer régie par l'article 74 de la constitution française et dotée d'un plus haut degré d'autonomie. Serge Letchimy fait le choix de voter « non » à cette consultation. Une majorité d'électeurs, 79,3 %, répond « non » à ce changement de statut. Puis, il appelle à voter « oui » le 24 janvier 2010 pour la fusion du conseil régional et du conseil général en une collectivité unique régie par l'article 73 de la constitution française. Les électeurs approuvent ce choix à 68,4 %. Lors des débats autour de cette consultation, Serge Letchimy propose « la troisième voie », c'est-à-dire une autonomie constitutionnalisée.
Lors des régionales de 2010, la liste « Ensemble, pour une Martinique nouvelle » conduite par Serge Letchimy arrive en tête au second tour avec 78 193 voix. Il dispose d'une majorité de 26 élus sur 41 pour diriger le conseil régional de la Martinique.
Serge Letchimy est élu officiellement président du conseil régional, le vendredi 26 mars 2010 en recueillant 26 voix sur 41. Il démissionne du conseil municipal de Fort-de-France pour se mettre en conformité avec la loi limitant le cumul des mandats. C'est son ancien 1er adjoint, Raymond Saint-Louis-Augustin qui est élu le 7 avril 2010, par le conseil municipal, nouveau maire de Fort-de-France.
Aux élections législatives de 2012 en Martinique, Serge Letchimy se présente dans la 3e circonscription de la Martinique. Il arrive en tête au premier tour et obtient 11 713 voix soit 63,29 % des suffrages exprimés. Au second tour, Serge Letchimy est réélu député en obtenant 15 188 voix soit 70,24 % des suffrages exprimés. Il distance son adversaire Francis Carole du Palima de 8754 voix.
Aux élections des 6 et 13 décembre 2015, Serge Letchimy est la tête de liste du groupe Ensemble Pour Une Martinique Nouvelle (EPMN). Il arrive en tête au premier tour, le 6 décembre. Au second tour, Serge Letchimy est battu. Les vainqueurs sont Alfred Marie-Jeanne et Yann Monplaisir, respectivement second et troisième au premier tour, qui ont créé l'alliance victorieuse sur une liste Gran Sanblé Pou Ba Péyi A An Chans'. Cette liste devance la liste EPMN de 15 000 voix. Serge Letchimy refuse alors de prendre la tête de l'opposition ; si sa probité n'est pas remise en cause, son bilan est terni par sa promesse non tenue de créer 5000 emplois, la persistance des embouteillages et le coût élevé de certains travaux.
En 2019, Serge Letchimy est président de la Commission d'enquête de l’assemblée nationale française sur l'utilisation du chlordécone et du paraquat en Guadeloupe et en Martinique, dont le rapport final incluant les recommandations, est rendu le 26 novembre 2019,.
La liste « Alians Matinik » conduite par Serge Letchimy remporte les élections territoriales de 2021 en Martinique, en obtenant au second tour 50 104 voix. La liste « Alians Matinik » est majoritaire à l'Assemblée de Martinique avec 26 sièges depuis les élections territoriales des 20 et 27 juin 2021. Le conseil exécutif de Martinique a pour président Serge Letchimy depuis le 2 juillet 2021. Le poste de député de Serge Letchimy est vacant depuis le 1er juillet 2021. En effet, Serge Letchimy a démissionné pour occuper la fonction de président du conseil exécutif de Martinique, qui est incompatible avec le mandat de député.

### Prises de position
Le 26 janvier 2011, Serge Letchimy présente à l’Assemblée nationale une proposition de loi relative à l’habitat informel. Cette proposition de loi fait suite au rapport qu’il a présenté, à la demande du gouvernement français, sur la résorption de l’habitat insalubre et indigne en outre-mer, au mois de septembre 2009. La loi contre l’habitat indigne dans les départements et régions d’Outre-mer a été promulguée le 26 juin 2011 au Journal officiel.
Le 7 février 2012, lors de la séance de questions au gouvernement à l'Assemblée nationale, Serge Letchimy interpelle le ministre de l'Intérieur, Claude Guéant, membre de l'UMP, quant aux propos que celui-ci a tenus concernant « des civilisations qui ne se valent pas » dans le contexte de la campagne électorale présidentielle. Serge Letchimy dénonce alors des propos ramenant « à ces idéologies européennes qui ont donné naissance aux camps de concentration au bout du long chapelet esclavagiste et colonial » et demande si le « régime nazi était une civilisation » et si « la barbarie de l'esclavage et de la colonisation » était « une mission civilisatrice ». Son intervention se termine sur l'interrogation sur une possible intention de M. Guéant de « récupérer » la « France obscure » (...) « avec les thèmes du Front national » et est alors coupée par le président de l'Assemblée, Bernard Accoyer, et est immédiatement suivie d'un départ de l'hémicycle des membres du gouvernement, ce qui ne s'était pas vu depuis l'affaire Dreyfus,. Alors que le journaliste François Krug qualifie cette comparaison de point Godwin, l'écrivain Patrick Chamoiseau fait paraître une tribune soutenant Serge Letchimy.
Début 2018, Serge Letchimy présente une loi qui vise à « à faciliter la sortie de l'indivision successorale » dans les Outre-mer, en remplaçant la règle de l'unanimité par une majorité à 50 % plus une voix pour tout acte de vente ou de partage pour les successions ouvertes depuis plus de cinq ans. La loi est promulguée le 27 décembre 2018.

## Détail des mandats et fonctions
- Conseiller général élu dans le 6e canton de Fort-de-France de 1992 à 2004
- Maire de Fort-de-France du 18 mars 2001 au 26 mars 2010
- Conseiller régional du 21 au 24 mars 2004
- Président de la communauté d'agglomération du Centre de la Martinique (CACEM) du 20 avril 2001 au 11 avril 2008
- Député de la 3e circonscription de la Martinique à partir du 20 juin 2007, il est réélu le 16 juin 2012 et le 17 juin 2017.
- Président du conseil régional de la Martinique de 2010 au 18 décembre 2015[7]
- Président du conseil exécutif de Martinique depuis le 2 juillet 2021

## Œuvres
- De l'habitat précaire à la ville : l'exemple martiniquais, préface de Aimé Césaire, Paris, Éditions L'Harmattan, 1992, 149 p.
- Discours sur l'Autonomie, Matoury, Ibis Rouge Éditions, 2002, 168 p.
- Sur la route de la trace - Avec Aimé Césaire, Le Square Éditeur - juillet 2014 -  (ISBN 979-10-92217-11-7), 193 pages.